# Royaume-Uni au Concours Eurovision de la chanson 2025
 (mai 2025).
Motif : Cf. Discussion:France au Concours Eurovision de la chanson 2025/Admissibilité
- Archive Wikiwix
- Bing
- Cairn
- DuckDuckGo
- E. Universalis
- Gallica
- Google
- G. Books
- G. News
- G. Scholar
- Persée
- Qwant
- (zh) Baidu
- (ru) Yandex
- (wd) trouver des œuvres sur Wikidata

| 1. | Préciser le motif de la pose du bandeau. | Précisez le motif de la pose du bandeau en utilisant la syntaxe suivante : {{admissibilité à vérifier\|date=août 2025\|motif=remplacez ce texte par le motif}}                                                             |
| 2. | Informer les utilisateurs concernés.     | Pensez à avertir le créateur de l'article, par exemple, en insérant le code ci-dessous sur sa page de discussion : {{subst:avertissement admissibilité à vérifier\|Royaume-Uni au Concours Eurovision de la chanson 2025}} |

Le Royaume-Uni est l'un des trente-sept pays participants du Concours Eurovision de la chanson 2025, qui se tient du 13 au 17 mai 2025 à Bâle en Suisse.

Le pays est représenté par le groupe Remember Monday, avec sa chanson What the Hell Just Happened?, sélectionnés en interne par le diffuseur britannique BBC.

## Sélection
Le diffuseur britannique confirme sa participation à l'Eurovision 2025 le 25 juillet 2024. Le 16 octobre 2024, , le radiodiffuseur a annoncé dans un communiqué de presse que sa sélection interne serait dirigée par Andrew Cartmell, qui a été nommé chef de délégation pour le pays, et David May, qui a précédemment été le manager de Sam Ryder, arrivé deuxième pour le Royaume-Uni en 2022. La BBC a confirmé qu'elle recherchait un candidat britannique depuis plusieurs mois avec une multitude de maisons de disques, d'éditeurs et d'auteurs-compositeurs britanniques, ainsi que les labels de production musicale du radiodiffuseur, BBC Music et BBC Introducing. Il a également été révélé que la chanson britannique serait dévoilée au public en mars 2025.

## À l'Eurovision
En tant que membre du Big Five, le Royaume-Uni est qualifié d'office pour la finale du 17 mai 2025, durant laquelle il se classe 19ème sur 26 participants, recevant 88 points du jury et aucun du public.

### Votes
Le jury britannique se compose de:
- Mark Lippmann, producteur musical;
- Liz McClarnon, chanteuse;
- Tom Ogden, chanteur;
- Carl Parris, acteur, danseur et chorégraphe;
- Henrietta Smith-Rolla, dite Afrodeutsche, compositrice, productrice musicale et DJ.

L'acteur Ncuti Gatwa devait à l'origine annoncer les votes du jury lors de la finale, mais suite à son désistement, il a été remplacé par la chanteuse Sophie Ellis-Bextor.